# Roodpootbosuil
De roodpootbosuil (Strix rufipes) is een lid van de familie van de 'echte' uilen (Strigidae).

## Verspreiding en leefgebied
Deze soort komt voor van Centraal-Chili tot Tierra del Fuego en telt twee ondersoorten:
- S. r. sanborni: Chiloé (Chili).
- S. r. rufipes: zuidelijk Chili en zuidelijk Argentinië.